# Rhodochirus
Rhodochirus is een geslacht van kreeftachtigen uit de klasse van de Malacostraca (hogere kreeftachtigen).

## Soorten
- Rhodochirus hirtimanus (Faxon, 1893)
- Rhodochirus rosaceus (A. Milne-Edwards & Bouvier, 1893)